# Hilairella
Hilairella là một chi thực vật có hoa trong họ Ochnaceae.

## Loài
Chi Hilairella gồm các loài: